# Демократична партия на народите
Демократичната партия на народите (на турски: Halkların Demokratik Partisi, съкратено HDP; на кюрдски: Partiya Demokratîk a Gelan) е лява социалистическа политическа партия в Турция.
Тя е създадена през 2012 година като политическо крило на Демократичния конгрес на народите, коалиция на множество леви и малцинствени политически организации (кюрдски, алевитски и други), които по-рано издигат независими кандидати на националните избори, за да заобиколят 10-процентната изборна бариера.
След като на президентските избори през 2014 година лидерът на партията Селахатин Демирташ получава 9,8% от гласовете, Демократичната партия на народите решава да участва на парламентарните избори през 2015 година с партийна листа, а не с независими кандидати. Тя получава 13% от гласовете и 80 места в Парламента. На предсрочните избори през ноември 2015 г. получава 10,8% (5,15 милиона гласа) и 59 депутатски места. Заради дейността си в защита на кюрдите в страната партията е подлагана на репресии - примерно на 4 ноември 2016 година 11 нейни депутати, сред които и ръководителите й, са арестувани по обвинения в „тероризъм“,  , на 15 май 2020- та са арестувани издигнатите от нея кметове на областните градове Ъгдър и Сиирт и на общините Байкан и Курталан, а на 17 март 2021 година турски прокурор иска закриване на партията и забрана за осъществяване на политическа дейност на нейни видни членове по обвинение в изявления и действия, разрушаващи връзката на държавата и народа. По обвинения в „тероризъм“ през последните години са ибил арестувани хиляди партийни членове, ръководители, депутати, членове на местни съвети и председатели, а на 17 юни 2021 година партийната активистка Дениз Пойраз е измъчвана и убита в партиен офис в Измир от радикални Турски националисти.

## Председатели
| № | Председател–мъж              | Портрет         | Председател–жена          | Портрет     | Период           | Период           |
| - | ---------------------------- | --------------- | ------------------------- | ----------- | ---------------- | ---------------- |
| 1 | Явуз Йонен (р. 1938)         |                 | Фатма Гьок (р. 1948)      |             | 15 октомври 2012 | 27 октомври 2013 |
| 2 | Ертугрул Кюркчю (р. 1948)    |                 | Себахат Тунджел (р. 1975) |             | 27 октомври 2013 | 22 юни 2014      |
| 3 | Селахатин Демирташ (р. 1973) |                 | Фиген Юксекдаг (р. 1971)  |             | 22 юни 2014      | 9 март 2017      |
| 3 | Селахатин Демирташ (р. 1973) | Серпил Кемалбай |                           | 9 март 2017 | 11 февруари 2018 |                  |
| 4 | Сезай Темели (р. 1963)       |                 | Первин Булдан (р. 1967)   |             | 11 февруари 2018 | настояще         |

## Резултати от избори

### Избори за Велико Народно събрание
| Дата на избори | Дата на избори | Председател(и)                     | Брой гласове | Резултат      | Места          | Класация (място) | Карта (по вилаети) |
| -------------- | -------------- | ---------------------------------- | ------------ | ------------- | -------------- | ---------------- | ------------------ |
|                | 7 юни 2015     | Селахатин Демирташ; Фиген Юксекдаг | 6 058 489    | 13,12% 13,12% | 80 / 550 ( 80) | 4-то             |                    |
|                | 1 ноември 2015 | Селахатин Демирташ; Фиген Юксекдаг | 5 144 108    | 10,75% 2,37%  | 59 / 550 ( 21) | 3-то             |                    |

### Президентски избори
| Президентски избори | Президентски избори | Президентски избори | Президентски избори | Президентски избори |
|                     | Кандидат            | Брой гласове        | %                   | Класация (място)    |
| ------------------- | ------------------- | ------------------- | ------------------- | ------------------- |
| 2014                | Селахатин Демирташ  | 3 958 048           | 9.77                | 3-ти                |